# Orlando Sandoval
Néstor Orlando Sandoval Vargas (El Carmen, 7 de abril de 1908 - Santiago, 9 de junio de 1996) fue un abogado, agricultor y político chileno, miembro del Partido Radical (PR). Se desempeñó como diputado de la República en representación de la 16.ª Agrupación Departamental, durante cinco periodos legislativos consecutivos entre 1941 y 1961. Luego, ejerció como ministro de Estado —en la cartera de Agricultura— bajo el gobierno del presidente Jorge Alessandri entre 1961 y 1963.

## Familia y estudios
Nació en la comuna chilena de El Carmen (provincia de Ñuble) el 7 de abril de 1908, hijo de fueron Olayo Sandoval Navarrete y Elena Vargas Videla. Realizó sus estudios primarios en la Escuela Pública de El Carmen y los superiores en el Liceo de Hombres de Chillán, ciudad ubicada muy cerca de la localidad donde nació. Luego continuó los superiores en la carrera de derecho en la Universidad de Chile, en Santiago, desde donde egresó como abogado en el 1934. Su tesis se tituló La guerra declarada. Conflicto del Chaco, conflicto chino-japonés.
Se dedicó a ejercer actividades ligadas con su profesión y a la agricultura, explotó su fundo El Faro, en la comuna de El Carmen, dedicado a la producción de trigo y ganado.
Se casó en Santiago el 4 de junio de 1938 con Victoria Orellana Lillo, con quien tuvo cuatro hijos: Orlando, Victoria, Jorge y Hernán. Este último, de profesión médico y militante del PPD, fue amigo personal y estrecho colaborador del expresidente de la República Ricardo Lagos.

## Carrera política

### Inicios partidistas
Comenzó su carrera política en 1933, cuando ingresó a militar en el Partido Radical (PS), del cual fue miembro y presidente de la Asamblea Radical de Chillán y actuó como presidente del Frente Popular (FP) en la misma zona. También, fue deelegado a las convenciones del partido en La Serena en 1938, y en Santiago, en 1941. Asimismo, formó parte de la directiva y vicepresidencia del radicalismo.

### Diputado
En las elecciones parlamentarias de 1941, fue elegido como diputado por la 16.ª Agrupación Departamentla (correspondiente a los departamentos de Chillán, Bulnes y Yungay), por el periodo legislativo 1941-1945. Fue reelecto seguidamente en sus respectivas elecciones parlamentarias para los periodos: 1945-1949, 1949 -1953, 1953-1957, y 1957-1961. Integró las comisiones de Relaciones Exteriores (durante el primer y segundo periodo), la de Constitución, Legislación y Justicia (durante el primer, segundo, tercero y cuarto periodo), la de Economía y Comercio (durante el primer y segundo periodo) y la de Trabajo y Legislación Social (durante el quinto periodo).

### Gobierno de Jorge Alessandri
El 26 de agosto de 1961, el presidente Jorge Alessandri lo llamó a servir como ministro de Agricultura, cargo en el que se mantuvo hasta el 1 de agosto de 1963 y en el que le cupo jugar un rol clave en el marco del proceso de reforma agraria. Luego, en 1963, ejerció como embajador extraordinario y plenipotenciario en Bélgica y Luxemburgo y también como director del Instituto de Desarrollo Agropecuario (Indap), bajo la misma administración en 1964.
En 1963, en calidad de gobernador del Banco Interamericano de Desarrollo (BID) y representante de Chile, asistió a la 4.ª Reunión Anual de la Asamblea de Gobernadores de la entidad realizada en Caracas, Venezuela entre el 22 y 26 de abril de ese año. Paralelamente, fue consejero de la Caja de Crédito Agrario y procurador fiscal en Chillán.
El 29 de junio de 1969 fue expulsado del Partido Radical junto a otros militantes, con quienes formó el partido Democracia Radical en noviembre del mismo año.

### Alcalde designado de El Carmen
Tras el golpe de Estado del 11 de septiembre de 1973 liderado por el general Augusto Pinochet, fue designado como alcalde de El Carmen (su ciudad natal) por un lapso de once años, hasta 1984.

### Últimos años y muerte
Entre sus actividades posteriores, fue presidente durante cuatro años del Liceo de Chillán, socio de la Liga de Estudiantes Pobres, de la Sociedad de Instrucción Primaria y del Club Hispano-Chileno de Chillán. Falleció en Santiago el 9 de junio de 1996, a los 88 años.